# کوتلی لوهاران غربی
کوتلی لوهاران غربی (به انگلیسی: Kotli Loharan West) یک منطقهٔ مسکونی در پاکستان است که در پنجاب واقع شده‌است. کوتله لوهاران غربی ۲۰٬۰۰۰ نفر جمعیت دارد.